# Савва
Са́вва (рос. Савва, ерз. Сава) — село у складі Торбеєвського району Мордовії, Росія. Входить до складу Нікольського сільського поселення.
Населення — 147 осіб (2010; 228 у 2002).
Національний склад станом на 2002 рік:
- мордва — 89 %